# Polistil
La Polistil (in origine chiamata Politoys) è stata una azienda italiana produttrice di giocattoli con centro direzionale a Milano, nel quartiere di Quinto Romano, e stabilimento produttivo a Chiari, in provincia di Brescia. Era specializzata in modellini in plastica e metallo, di tutte le dimensioni e produsse anche giocattoli, tra cui modelli di carri armati, bambole, action figure, robot e prodotti correlati a programmi TV. Dopo trentatré anni di attività e una collaborazione con Tonka, Polistil nel 1993 si ritirò dal commercio. Ora è uno dei tanti marchi di cui è entrato in possesso il gruppo cinese May Cheong Group.

## Storia
L'azienda ha iniziato la propria attività nel 1955 a opera di Eugenio Agrati e Ennio Sala, con il nome Politoys APS, producendo modelli di automobili di plastica in scala 1:41. Seguendo la moda tracciata da altre aziende del settore come la Mercury (anch'essa azienda italiana), Corgi Toys, Dinky Toys, Norev e Solido, nel 1965 vi fu l'introduzione di modellini in metallo pressofuso. Nel 1974 il nome dell'azienda cambiò in Polistil; si suppone che questo cambiamento fu necessario per distinguere il proprio nome da quello molto simile dell'inglese Palitoy. Il centro principale di ricerca e progettazione aveva base a Milano dove erano prodotti anche i più voluminosi giocattoli per bambini, inclusi i camion e le bambole. La maggior parte dei veicoli era invece prodotta a Chiari (Brescia), in un centro specializzato nella creazione di veicoli pressofusi.

### Le serie M
La maggior parte delle linee di Polistil erano codificate con le sigle: "CE", "RJ", "S", "MS", ecc. I modelli pressofusi della Politoys in scala 1:43 delle serie M risalenti alla metà degli anni sessanta permisero all'azienda di diventare una delle tre o quattro aziende europee più qualificate nell'esatta riproduzione di veicoli pressofusi in scala, insieme alla francese Solido, l'italiana Mebetoys e la tedesca Schuco. Corgi e Dinky Toys erano due concorrenti molto forti: infatti la Polistil non riuscì mai a eguagliare il loro successo negli Stati Uniti e non produsse mai una gamma altrettanto ampia di modelli dei due leader di settore.
Durante gli anni sessanta ogni azienda di modellini pressofusi aveva un approccio originale e occupava una propria nicchia di mercato. La serie M, la prima della Politoys offriva 37 veicoli. Tra i modellini unicamente prodotti dall'azienda, e introvabili altrove, troviamo la Iso Rivolta, la Chevrolet Corvette Pininifarina Rondine Coupé e la prima Lamborghini - bugeye - 350 GT. Mentre l'azienda concorrente Solido proponeva uno stile delle ruote caratteristico per ogni singolo modello, la Polistil da parte sua si differenziava proponendo tutte le parti mobili su tutti i modelli; cofani, bagagliai e porte apribili, e, sulla maggior parte dei modelli, sedili ribaltabili. Nelle serie M le ruote non riproducevano esattamente gli pneumatici delle auto originali, ma erano ben progettate e rifinite. Analogamente alla Corgi, alla Dinky e alla Mebetoys, la serie M della Politoys, per riprodurre i fari utilizzava delle pietruzze, mentre la Solido scelse delle più realistiche lenti di plastica trasparente.
Le successive serie in scala 1:43 furono la E e la EL. I dettagli dei corpi delle macchine erano molto aderenti all'originale, e arricchiti di soluzioni originali: l'Alfa Romeo Alfasud, per esempio, era dotata, sul tetto del modellino, di un equipaggiamento completo per lo sci. Un modello interessante per la linea EL era l'AMC Gremlin.
Nello stesso periodo la Politoys offrì anche la sua serie Penny in scala 1:66 per competere con le più piccole Matchbox e Majorette, ma queste nuove serie non riuscirono mai a eguagliare la loro popolarità. Per questo motivo furono vendute quasi esclusivamente solo in Italia. Nei tardi anni settanta una serie di vecchi modelli Polistil furono inviati in Messico e venduti con il marchio McGregor. McGregor vendette sia i modelli in plastica che i modelli pressofusi dei giocattoli Polistil.

### Un pioniere nei modelli in scala più grande
Dai primi anni settanta la Polistil effettuò una diversificazione, offrendo, con il marchio Policar, slot car e modelli in metallo con una scala più grande. Nel 1973, le serie S in scala 1:25 era direttamente in competizione con la nuova Martoys (più tardi chiamata Bburago). La Politoys fu una delle prime aziende a muoversi verso dimensioni in scala più grandi e più remunerative, la prima che diede l'impulso iniziale alla diffusione di modelli pressofusi più grandi, ancor oggi molto popolari. Sebbene le proporzioni dei veicoli di più grande scala della Polistil fossero a volte leggermente errate (così come lo furono alcuni modelli Martoys), il realismo creativo dei modelli compensò tali lacune. Per esempio, le macchine da rally come la Lancia Fulvia per spedizioni polari, erano veramente notevoli. Queste macchine simulavano la neve, il fango, e lo sporco con vernice marrone e nera spruzzate sull'intera macchina.

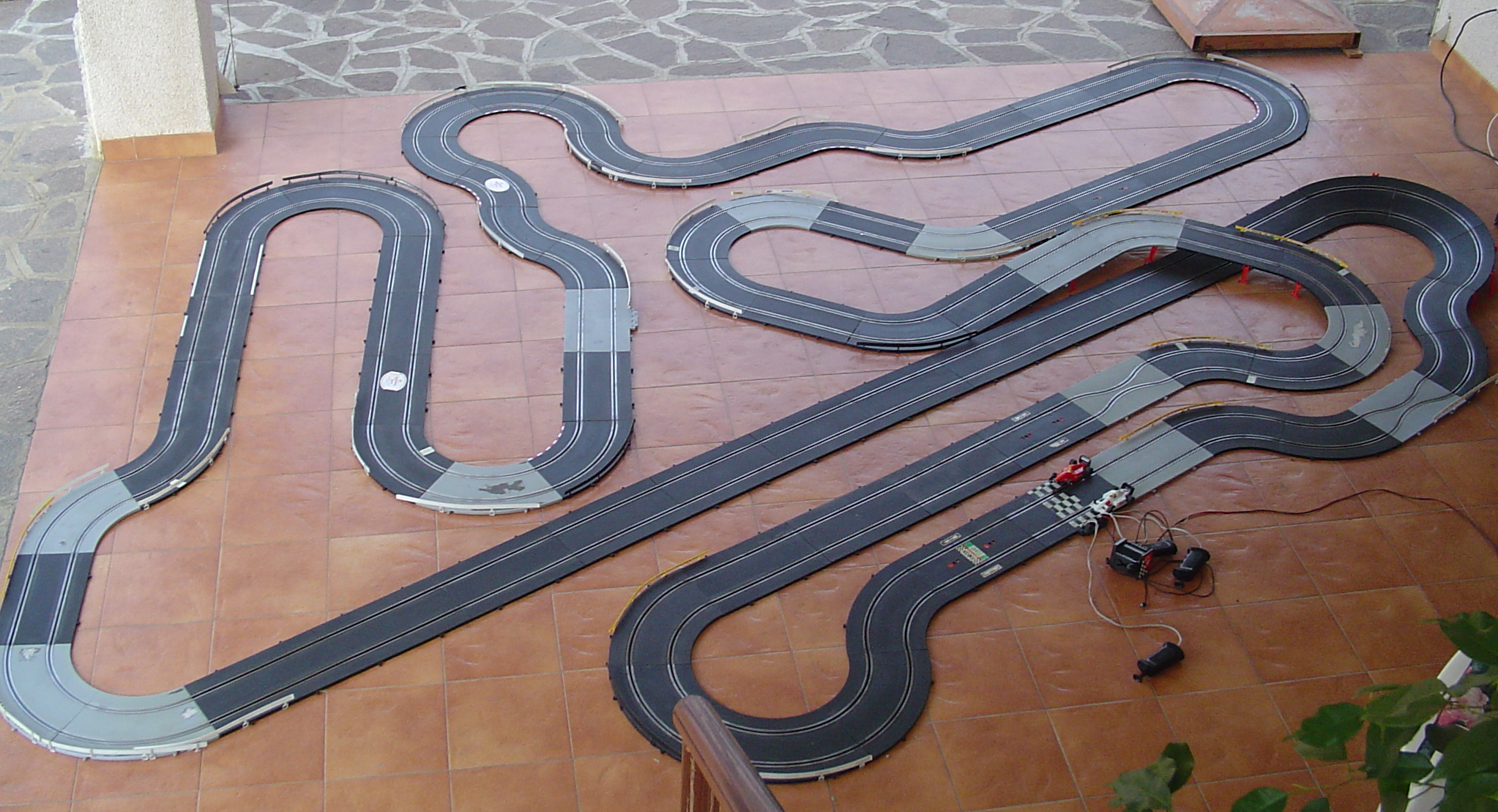
Pista polistil a due corsie costituita da 89 pezzi e lunga 25 metri

Le serie TG di scala ancor più grande 1:16 come il roadster BMW 328 e la Morgan Plus 8 furono introdotte nel 1980. Alcuni di questi modelli, comunque, non disponevano gli stessi dettagli delle rivali Bburago o Maisto. La Morgan, per esempio era dotata di porte apribili, ma le ruote erano in plastica dura, e non in gomma; il volante e le ruote frontali erano fisse; il cofano non si apriva, soluzione volta al risparmio per evitare la modellazione delle parti motore. Verso la fine degli anni ottanta, comunque, il mercato principale della Polistil era formato dai più popolari modelli in scala maggiore (1:25 e 1:16); la dimensione 1:43 era ora lasciata alle aziende che si erano indirizzate verso i collezionisti, come Eligor, Vitesse Models e, ancora, Solido. Sempre negli anni 80 la Polistil produsse alcune serie di modelli ad Hong Kong; proprio in questo periodo apparirono sul mercato copie identiche ai modelli di Polistil riportanti il marchio Kees (prodotte in Cina).
La serie MS in scala 1:15 che riproduceva motociclette apparve verso gli anni 80 ed ebbe un notevole successo di vendita. La scelta fu vincente: furono venduti anche molti modellini di camion, carri armati (le serie CA) e altri veicoli militari. La motocicletta militare BMW R75 dei corpi speciali africani era modello molto accurato, compreso il sidecar di colore marrone deserto. Furono venduti anche personaggi e auto inerenti a film e a spettacoli televisivi, ma non erano così popolari come i modelli offerti dalla Corgi Toys o dalla Dinky Toys, e quindi, oggi, sono più rari. Alcuni esempi sono i veicoli di Batman, Superman e Disney.

### Macchine da corsa
Un'area in cui la Polistil si distinse fu quella delle auto da corsa con una scala diversa, e riproducevano principalmente i veicoli della Formula 1, caratterizzate da un prezzo al dettaglio molto contenuto. Le serie F e FK introdotte nel 1970 erano in scala 1:32, e furono prodotte per circa 10 anni. Caratteristica peculiare dei modelli: il design delle ruote cambiava con il passare degli anni in sintonia con i reali cambiamenti dei modelli originali. Le serie CE, in scala 1:41, fece la sua comparsa nel 1978; riproduceva, tra le altre, Renault, Ligier, Lotus, Brabham, Alfa Romeo e Williams. Stranamente, anche alcuni trattori fecero parte delle serie CE.
La serie RJ (Penny Series) riproduceva 45 macchine da Gran Premio e di Formula 1 in scala 1:55, mentre le serie TG e L erano in scala 1:16. Come molti altri team, la Tyrrell P34 a 6 ruote era riprodotta in due scale differenti.

### La fine della Polistil come azienda autonoma
Verso la fine degli anni ottanta la Polistil aveva prodotto più di 500 differenti veicoli di tutte le dimensioni. Sempre alla fine degli anni ottanta, i modelli in scala più grandi furono venduti sul mercato statunitense in associazione con Tonka. Apparentemente Tonka (che negli anni 80 creò una divisione italiana) aveva acquisito Polistil. Le scatole dei modellini pressofusi erano ancora di colore rosso ed etichettate come Polistil/Tonka. Tra questi modelli era inclusa la scala di auto più grande 1:14 mai prodotta. La competizione con la nascente Bburago e Maisto contribuì al declino della Polistil. Nel 1993 Tonka chiude le fabbriche italiane e non commercializza più prodotti con marchio Polistil, che sparisce quindi dal mercato.

### Polistil cinese
Nel 2005 il solo marchio Polistil è stato acquistato dalla cinese May Cheong Group (proprietaria anche dei marchi Maisto e Bburago) con ciclo di produzione e sviluppo interamente cinese. Dal primo gennaio 2013 i marchi Bburago, Maisto e Polistil, sono distribuiti da MacDue Group, azienda brianzola fondatrice del brand Motorama.
Tra i nuovi prodotti si possono trovare sistemi di slot car, macchine telecomandate in diverse scale, modellini di camion, trattori, macchine da corsa, mezzi da lavoro, caricature di macchine ecc. Il marchio Polistil, insieme a Bburago, sono stati fatti rivivere dal gruppo asiatico dei giocattoli, con prodotti "Made in China".

## Prodotti
La Polistil vendeva una grande varietà di giocattoli; i modellini e le slot-car erano solo una parte della loro produzione.
Un esempio era Tondo, il proiettore giocattolo da 8mm con design di G. Lurani Cernuschi del 1969. Tra i giocattoli per bambine c'erano i Baby Candy (Koeda Chan in giapponese), creati da Takara nel 1977 e distribuiti da Polistil. Si trattava di piccoli personaggi in plastica rigida, che potevano essere acquistati dentro casette mignon dalla forma di mezze mele, o nelle loro varie fantastiche abitazioni come: Casa mela, Il regno dell'acqua, Casa arancio, Casa tulipano.
Un altro esempio erano i prodotti di elettronica, tra cui i famosi giochi elettronici portatili con schermo LCD commercializzati e conosciuti negli anni ottanta con il nome di schiacciapensieri. Erano in realtà fabbricati ad Hong Kong da parte della VTech. Le serie prodotte erano:
- Time & Fun (La grande fuga, Il cocco rubato, L'acchiappa frittelle, El condor pasa, Il cacciatore cacciato, Banana sbang, All'arrembaggio, La sonnambula)
- Mini Time & Fun (Il dente malato di Hippo, L'elefante bombardato, La linea rossa, Il super tennista, Caccia al ladro, Cessate il fuoco)
- Explorer (Ottovolante, Baseball, Difesa, Sala macchine)
- Tri Screen (Assalto alla banca, Alla ricerca dei diamanti, Il sommozzatore)
- Arcade Time & Fun (4 modelli: Il castello del drago, Casa dolce casa, La gallinella, Il gorilla impazzito)
- Sporty (stessi 4 modelli di Mini Time & Fun)
- Tiny Arcade (stessi 4 modelli di Arcade Time & Fun)

|  |  |  |  |

## Distribuzione
La Polistil distribuiva in Italia linee di giocattoli prodotte all'estero, tra cui:
- Le linee action figure a tema militare della serie Gli eroi della seconda guerra mondiale prodotte dalla Lion Rock, una sussidiaria della Mego.[15]
- La linea di action figure G.I. Joe, distribuita in Italia su licenza Hasbro con il nome originale, a differenza di svariati altri paesi europei dove veniva distribuite con nomi modificati, come ad esempio Action Man in Gran Bretagna, Action Joe in Francia o Geyperman in Spagna.[16]